# Monna Vanna (Février)
Monna Vanna es un drama lírico u ópera en cuatro actos con música de Henry Février y libreto en francés del dramaturgo Maurice Maeterlinck, basado en su drama homónimo. Se estrenó el 13 de enero de 1909 en la Académie Nationale de Musique de París.

## Personajes
| Personaje                                         | Tesitura | Reparto del estreno, 13 de enero de 1909 (Director:) |
| ------------------------------------------------- | -------- | ---------------------------------------------------- |
| Giovanna (Monna Vanna), esposa de Guido           | soprano  | Lucienne Bréval                                      |
| Guido Colonna, comandante de la guarnición pisana | bajo     | Vanni Marcoux                                        |
| Marco Colonna, padre de Guido                     | barítono | Jean-François Delmas                                 |
| Prinzivalle, General pagado por Florencia         | tenor    | Lucien Muratore                                      |
| Trivulzio, enviado de la República florentina     | bajo     | Joachim Cerdan                                       |
| Borso, teniente de Guido                          |          | Conguet                                              |
| Torello, teniente de Guido                        |          | Triadou                                              |
| Vedio, secretario de Prinzivalle                  | tenor    | Georges Nansen                                       |
| Nobles, soldados, campesinos, etc.                | Coro     |                                                      |